# Бегль
Бегль (фр. Bègles) — город и коммуна во французском департаменте Жиронда, округ Бордо, административный центр кантона Бегль.

## Географическое положение
Бегль — юго-восточный пригород города Бордо на западном берегу Гаронны и соединён с ним автобусными и трамвайными маршрутами.

## Города-побратимы
- Зуль, Германия
- Кольядо-Вильяльба, Испания
- Брей, Ирландия